# Mario Catania
Mario Catania (Roma, 5 marzo 1952) è un funzionario e politico italiano.
Dal 16 novembre 2011 al 28 aprile 2013 è stato Ministro delle politiche agricole alimentari e forestali del Governo Monti e deputato della XVII Legislatura afferente al gruppo parlamentare Democrazia Solidale - Centro Democratico.

## Biografia
Mario Catania si è laureato in giurisprudenza alla Sapienza - Università di Roma il 5 luglio 1975.

### Attività professionale

#### Funzionario del Ministero dellʹAgricoltura e delle Foreste
La carriera di Mario Catania si svolge interamente all'interno del Ministero delle politiche agricole alimentari e forestali ed ha inizio quando, due anni dopo la laurea, entra come funzionario presso la Direzione generale degli affari generali.
Nel Ministero svolge diversi ruoli in molteplici ambiti. Il suo campo di maggior expertise è, tuttavia, la politica agricola comune, della quale si occupa, ad oggi senza soluzione di continuità dal 1987 e la cui frequentazione pluridecennale lo qualifica attualmente come uno dei massimi esperti in Italia.
A partire dal 1º settembre 1997 presta servizio a Bruxelles nella Rappresentanza Permanente d'Italia presso l'Unione Europea dove si occupa dei rapporti con le istituzioni e gli uffici comunitari e della fase di negoziato delle normative comunitarie inerenti al settore agricolo.
Due anni dopo è nominato capo delegazione e portavoce italiano nel Comitato Speciale Agricoltura. Durante la presidenza italiana dell'Unione europea nel 2003 ne svolge anche le funzioni di presidente.
Nel settembre 2005 cessa il servizio nella Rappresentanza Permanente d'Italia presso l'Unione Europea e viene nominato Direttore della Direzione generale delle politiche agricole del Ministero delle politiche agricole alimentari e forestali, organo preposto alla negoziazione ed all'applicazione in Italia della politica agricola comune e degli accordi internazionali.
L'11 marzo 2008 è nominato Direttore generale della Direzione generale delle politiche comunitarie e internazionali di mercato a cui fanno capo le competenze concernenti la politica agricola comunitaria e gli accordi internazionali.

### Ministro della politiche agricole, alimentari e forestali

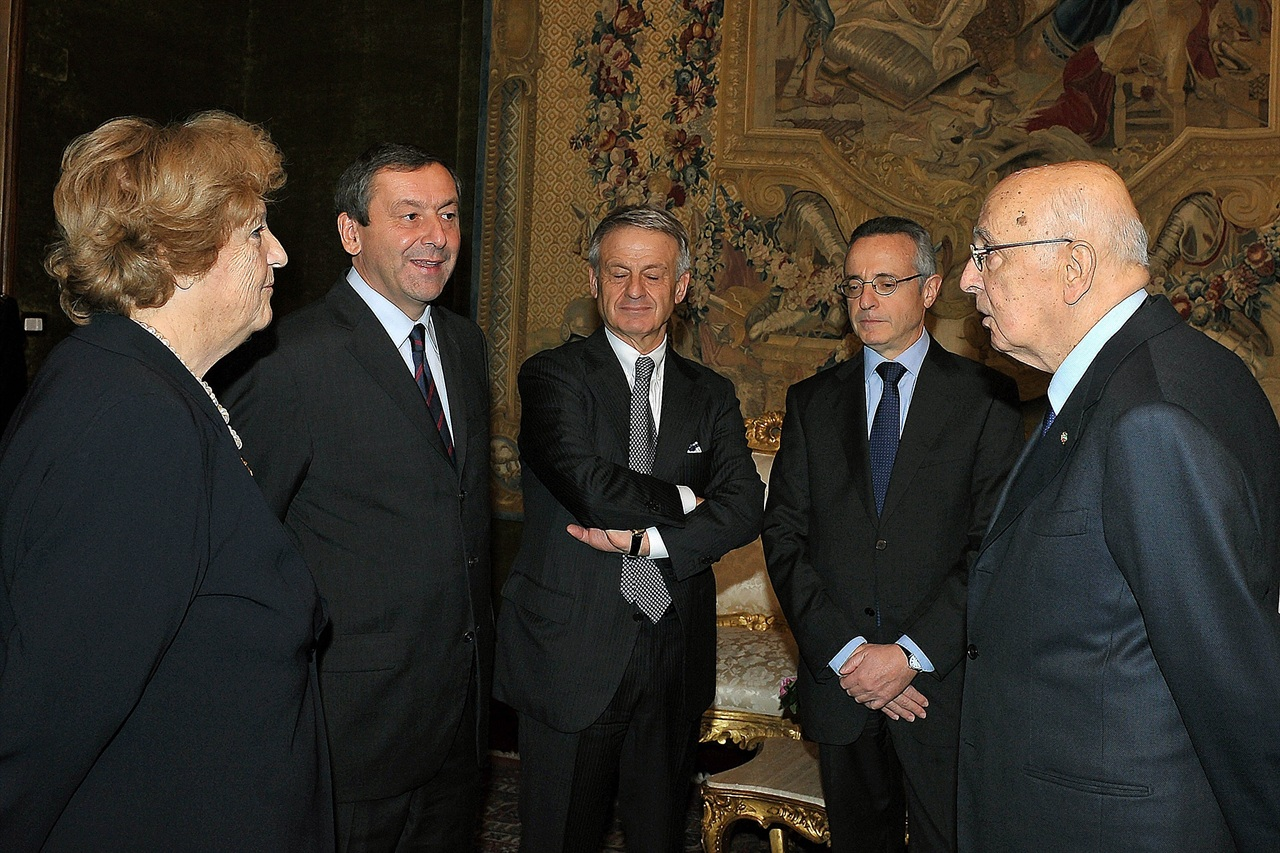
Mario Catania, il secondo da destra, insieme a (in senso orario): Annamaria Cancellieri, Francesco Profumo, Corrado Clini e Giorgio Napolitano

Il 16 novembre 2011 è stato nominato dal Presidente della Repubblica Giorgio Napolitano Ministro delle Politiche Agricole, Alimentari e Forestali nel Governo Monti.

#### La riforma della politica agricola comune dopo il 2013
Il Ministro Catania si è più volte dichiarato preoccupato per le conseguenze che la riforma della PAC avrebbero sul sistema agricolo e a sua volta economico, sociale e territoriale, dell'Italia in quanto la proposta della Commissione europea risponderebbe solo in parte alle esigenze delle aziende agricole. La Commissione europea, infatti, propone una distribuzione degli aiuti comunitari agli agricoltori in base alla superficie agricola dei paesi membri.
Secondo l'opinione di Catania se venisse imboccata questa strada l'Italia subirebbe un contraccolpo negativo in quanto possiede una scarsa superficie agricola e molto valore aggiunto: il 7% del territorio a fronte di una produzione del 13% del valore europeo. Le imprese italiane lavorano, infatti, prevalentemente con prodotti di qualità. La distribuzione a pioggia del sostegno, elargita in base alla superficie agricola e non correlata alla produttività, tende, inoltre, a favorire la proprietà fondiaria rispetto alle imprese agricole produttive.

#### Le norme per la trasparenza delle attività di lobbying
Con il decreto ministeriale n. 2284 del 9 febbraio 2012 istituì l'Unità per la trasparenza. Con questo provvedimento il Ministero delle politiche agricole alimentari e forestali è stata la prima amministrazione italiana ad aver elaborato una regolamentazione per l'attività di lobbying.

#### Il consumo di suolo
Presentò il primo disegno di legge governativo per il contenimento del consumo di suolo. Il disegno di legge venne approvato preliminarmente dal Consiglio dei ministri il 14 settembre 2012.  Una volta esaminato dalla Conferenza unificata, venne presentato al Parlamento, nel dicembre 2012, ma l'esame parlamentare non è stato avviato per lo scioglimento anticipato della XVI legislatura.

### Attività politica

#### Elezione a deputato
Alle elezioni politiche del 2013 è candidato alla Camera dei Deputati, come capolista nelle circoscrizioni Piemonte 2, Veneto 1 e Campania 2, nelle liste dell'Unione di Centro, venendo contemporaneamente eletto deputato della XVII Legislatura nelle circoscrizioni Veneto 1 e Campania 2 ed optando per il Veneto 1.
Si iscrive, insieme agli altri eletti dell'Unione di Centro, al gruppo parlamentare Scelta Civica per l'Italia ed è membro della XIII Commissione Agricoltura.
Nel dicembre 2013 in contrasto col suo partito, che abbandona l'alleanza con Scelta Civica per l'Italia ed il suo gruppo preferendo stringere rapporti coi Popolari per l'Italia, rimane in Scelta Civica per l'Italia.
A luglio 2016 è tra coloro i quali si schiera contro la fusione di Scelta Civica per l'Italia con Alleanza Liberalpopolare-Autonomie (ALA) di Denis Verdini, pertanto abbandona il partito assieme ad altri 14 deputati e dà vita al gruppo parlamentare Civici e Innovatori.[2]
Il 26 gennaio 2017 lascia Civici e Innovatori e passa al gruppo Democrazia Solidale - Centro Democratico.
Insieme ai colleghi di Centro Democratico lavora alla costruzione del nuovo soggetto politico di Giuliano Pisapia, Campo Progressista.

#### Attività parlamentare
La prima azione intrapresa da deputato è stata quella di depositare presso la Camera dei Deputati la Proposta di legge quadro in materia di valorizzazione delle aree agricole e di contenimento del consumo del suolo. Si tratta dello stesso testo del DDL presentato da Catania in veste di Ministro delle politiche agricole e approvato in via definitiva dal Consiglio dei Ministri il 16 novembre 2012 inclusivo delle osservazioni provenienti dalla Conferenza Stato-Regioni, dalle associazioni agricole e ambientaliste e dagli esperti.
Il 2 settembre 2013 ha presentato il DDL "Istituzione dell'Unione Ippica Italiana e disposizioni per la salvaguardia dell'allevamento ippico in Italia", che è stato assegnato in sede referente alla 13ª Commissione permanente (Agricoltura) della Camera dei deputati, ma attende ancora l'avvio dell'esame.
Particolare attenzione sta rivolgendo, inoltre, alla questione degli indigenti. In seguito alla sospensione del Programma europeo indigenti, Catania aveva predisposto un Fondo nazionale, il quale è risultato svuotato della sua utilità a causa della Legge di Stabilità 2014, la quale ha assegnato allo stesso appena 5 milioni di Euro.
Dal 17 dicembre 2013 è stato chiamato a far parte della Giunta per il Regolamento della Camera dei Deputati.
Dal 26 giugno 2014 è presidente della Commissione parlamentare di inchiesta sui fenomeni della contraffazione, della pirateria in campo commerciale e del commercio abusivo. In questo ruolo ha scritto una relazione sulle proposte normative di modifica e miglioramento dell'attuale apparato sanzionatorio penale. Nel dicembre 2015 ha presentato una proposta di legge sulle proposte di modifica al codice penale per il contrasto della contraffazione.

## Curiosità
- È tifoso della Lazio[10];
- In gioventù è stato giudice di corsa all'ippodromo di Roma Capannelle[11].

## Pubblicazioni
Catania M. (a cura di), Qualità, Certificazione e Accreditamento, Roma, Ministero delle
Risorse Agricole, Alimentari e Forestali, 1996.